# Matheusinho
Matheus Leonardo Sales Cardoso (Belo Horizonte, 11 februari 1998) - alias Matheusinho - is een Braziliaanse voetballer die doorgaans als middenvelder speelt. Hij stroomde in 2016 door vanuit de jeugd van América Mineiro.

## Carrière
Matheusinho stroomde door vanuit de jeugd van América Mineiro. Daarvoor debuteerde hij op 21 april 2016 in het toernooi om de Copa do Brasil, uit tegen Red Bull Brasil (1–1). Hij begon die dag direct in de basis. Zijn debuut in de Série A volgde op 3 juni 2016, tijdens een met 1–2 verloren duel thuis tegen Ponte Preta. Matheusinho degradeerde in 2016 met América Mineiro naar de Série B. Daarin behaalden zijn ploeggenoten en hij het in volgende seizoen het kampioenschap en daarmee ook promotie terug naar het hoogste niveau.

## Clubstatistieken
| Seizoen     | Club            | Competitie  | Competitie | Competitie | Beker | Beker | Internationaal | Internationaal | Totaal | Totaal |
| Seizoen     | Club            | Competitie  | Wed.       | Dlp.       | Wed.  | Dlp.  | Wed.           | Dlp.           | Wed.   | Dlp.   |
| ----------- | --------------- | ----------- | ---------- | ---------- | ----- | ----- | -------------- | -------------- | ------ | ------ |
| 2016        | América Mineiro | Série A     | 18         | 0          | 2     | 0     | –              | –              | 20     | 0      |
| 2017        | América Mineiro | Série B     | 24         | 2          | 0     | 0     | –              | –              | 24     | 2      |
| 2018        | América Mineiro | Série A     | 17         | 2          | 0     | 0     | –              | –              | 17     | 2      |
| 2019        | América Mineiro | Série B     | 0          | 0          | 2     | 0     | –              | –              | 2      | 0      |
| Club totaal | Club totaal     | Club totaal | 59         | 4          | 4     | 0     | 0              | 0              | 63     | 4      |

Bijgewerkt t/m 13 april 2019

## Interlandcarrière
Matheusinho was met Brazilië –17 actief op het WK –17 van 2015.

## Erelijst
| Kampioen Série B | 1x | 2017 |